# Иевусейци
Иевусейците (на иврит: יבוסים) са древен народ в Палестина, единствените сведения за който се съдържат в Библията.
В Битие иевусейците са посочени като един от клоновете на ханаанците, изброени между хетите и амореите.[Бит. 10:16] Според Библията те основават град Йерусалим (наричан и Иевус) и го контролират до завладяването му от еврейския цар Давид през 1003 година пр.н.е. Управлявани са от местни владетели, името на един от които е Абди Хеба, известно от египетски документи от времето на фараона Аменхотеп III, а на друг техен владетел - Адониседек, което е съхранено от Библията (Исус Навин;10:3).
В наши дни някои видни лидери на палестинците извеждат техния произход от иевусейците, обосновавайки с това палестинските претенции към Йерусалим.